# Go Plastic
Albums de Squarepusher
Selection Sixteen
(1999) Do You Know Squarepusher
(2002)
Singles
1. My Red Hot Car
Sortie : 21 mai 2001

Go Plastic est un album de musique électronique de Squarepusher sorti en 2001.

## Développement
Go Plastic sort le 25 juin 2001 chez Warp Records. Il fait suite au single My Red Hot Car, dont le morceau en titre figure en première pièce de l'album. Squarepusher, après des détours par le jazz expérimental et l'acid house, y revient à des inspirations drum and bass, tout en restant personnel et innovant, voire avant-gardiste. Après un premier titre two-step léger et parodique, le disque enchaîne sur des pièces complexes qui gravitent entre IDM et drum and bass expérimentale, même si les rythmes frénétiques habituels de Tom Jenkinson se font plus rares. Go Plastic est souvent cité comme un album important dans sa discographie.

### Liste des morceaux
| No     | Titre                    | Durée |
| ------ | ------------------------ | ----- |
| 1/A1.  | My Red Hot Car           | 4:42  |
| 2/A2.  | Boneville Occident       | 4:50  |
| 3/B1.  | Go! Spastic              | 6:21  |
| 4/B2.  | Meeteng Excuske v1.2     | 1:08  |
| 5/B3.  | The Exploding Psychology | 6:43  |
| 6/C1.  | I Wish You Could Talk    | 4:53  |
| 7/C2.  | Greenways Trajectory     | 7:10  |
| 8/D1.  | Tommib                   | 1:19  |
| 9/D2.  | My Fucking Sound         | 7:05  |
| 10/D3. | Plaistow Flex Out        | 4:28  |